# Albin Planinc
Albin Planinc ou Planinec est un joueur d'échecs yougoslave puis slovène né le 18 avril 1944 à Zagorje ob Savi en Slovénie et mort le 20 décembre 2008 à Ljubljana. Dans les années 1990, il écrivait son nom en slovène : Albin Planinec. Grand maître international depuis 1972, il remporta le tournoi IBM d'Amsterdam en 1973, ex æquo avec l'ancien champion du monde Tigran Petrossian et la médaille d'argent par équipe lors de l'olympiade d'échecs de 1974 et lors du championnat d'Europe d'échecs des nations de 1973.

## Biographie et carrière

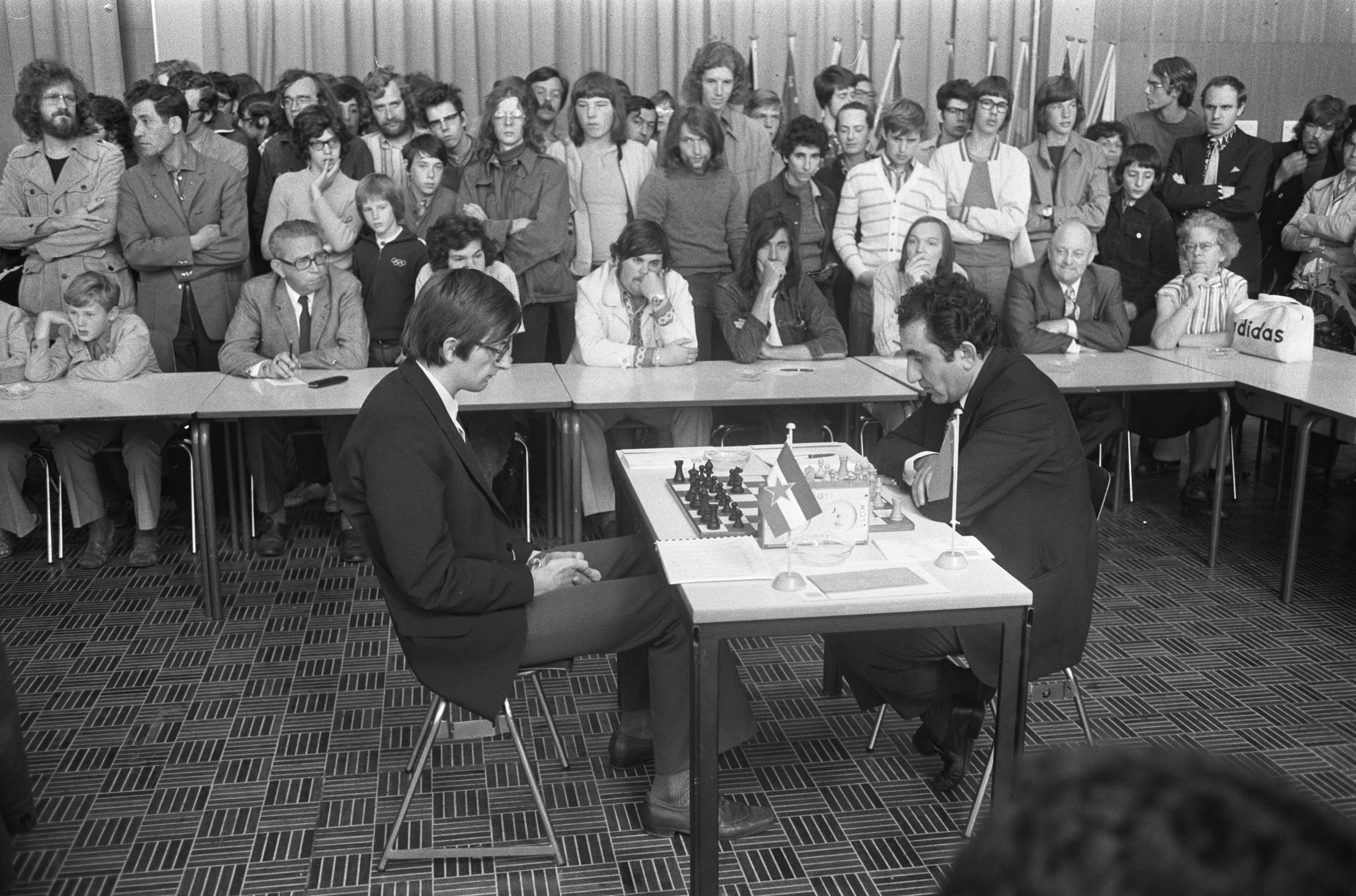
Planinc face à Tigran Petrossian lors du tournoi international IBM qu'ils remportèrent tous les deux.

Planinc remporta le tournoi de Ljubljana en 1969 (premier mémorial Milan Vidmar) devant le meilleur joueur yougoslave : Svetozar Gligoric, puis l'année suivante, les tournois de Varna (Bulgarie) et Cacak en 970.
Grâce à sa deuxième place au tournoi de Skopje en 1971, il obtint le titre de grand maître international en 1972.
En 1973, il remporta le tournoi IBM d'Amsterdam en 1973. La même année, il finit quatrième  du très fort tournoi de Wijk aan Zee puis troisième ex æquo en 1974.
Lors de sa seule participation à une olympiade d'échecs, l'olympiade d'échecs de 1974 à Nice, Planinc jouait au quatrième échiquier ; il marqua 11,5 points sur 15 (+9 -1 =5) et remporta la médaille d'argent par équipe (la Yougoslavie finit deuxième de la finale A).
Albin Planinc passa ses dernières années dans une clinique psychiatrique à Ljubljana.

## Une partie
Dragoljub Minić - Albin Planinc, Rovinj/Zagreb, 1975
1. e4 e5 2. Cf3 Cc6 3. Fb5 a6 4. Fa4 Cf6 5. 0-0 b5 6. Fb3 Fb7 7. d4 Cxd4 8. Cxd4 exd4 9. e5 Ce4 10. c3! d3! 11. Df3 De7 12. Cd2 0-0-0 13. Cxe4 Dxe5 14. Te1 f5 15. Dg3 De8 16. Cd6+ Fxd6 17. Txe8 Thxe8 18. Ff4 d2! 19. Tf1 Te1 20. Fxd6 Tde8!! 21. f3 Fd5!! 22. Df4? (22. Ff4!!) 22...Fc4! 23. h4 Txf1+ 24. Rh2 Te2! 25. Fxc7! Tff2 26. Dd6 Txg2+ 27. Rh3 Th2+ 28. Rg3 Teg2+ 29. Rf4 Txh4+ 30. Rxf5 Th6! 0-1.